# Sierra de Mijas
Sierra de Mijas är en bergskedja i Spanien.   Den ligger i provinsen Provincia de Málaga och regionen Andalusien, i den södra delen av landet, 400 km söder om huvudstaden Madrid.
Sierra de Mijas sträcker sig 17,4 km i öst-västlig riktning. Den högsta punkten är 1 133 meter över havet.
Topografiskt ingår följande toppar i Sierra de Mijas:
- Cerro del Moro
- Cerro Guerrero